# بازی حذفی
بازی حذفی (به انگلیسی play-off)، به معنی بازی‌های بعد از پایان فصل یا بخش نهایی یک لیگ ورزشی، به یک دسته مسابقاتی گفته می‌شود که در پایان یک فصل عادی یک رقابت ورزشی، به منظور تعیین قهرمان لیگ یا تیم‌های برتر انجام می‌شود. این اصطلاح بیشتر در آمریکای شمالی کاربرد دارد و در بقیه کشورها کمتر امده است.

## پلی‌آف به دلیل وسعت کشور
در آمریکا و کانادا، به دلیل وسعت و مسافت‌های طولانی و در پی آن، مشکلات موجود در سفرهای طولانی، تیم‌های ورزشی طوری گروه‌بندی می‌شوند که تیم‌های هر منطقه در یک گروه، یا به اصطلاح دسته (به انگلیسی: divisions) قرار بگیرند؛ بنابراین، در طول یک فصل تیم‌ها بازی‌های بیشتری مقابل تیم‌هایی که در گروهشان هستند انجام می‌دهند. در این شرایط، به این دلیل که یک تیم لزوماً این امکان را نخواهد داشت تا مقابل تیم‌هایی از مناطق دیگر بازی کند، وجود مسابقات پلی‌آف در هر فصل لازم به نظر می‌رسد. هر تیمی که در گروه خود اول شود به مسابقات پلی‌آف راه پیدا خواهد کرد. البته بعد از این‌که پلی‌آف به دلیل حساسیت خود محبوبیت بیشتری پیدا کرد، به تیم‌هایی که در ردهٔ دوم یا حتی پایین‌تر آن گروه قرار می‌گیرند هم اجازهٔ شرکت در پلی‌آف داده شد.

## ورزش‌های شامل قانون بازی حذفی
قانون پلی‌آف بیشتر در ورزش‌های بسکتبال، فوتبال، فوتبال آمریکایی، هاکی و اتومبیل‌رانی دیده می‌شود. البته نحوهٔ اجرا و قوانین مربوط به آن در ورزش‌های مختلف با یکدیگر تفاوت دارد.

### فوتبال
در فوتبال، رقابت‌های پلی‌آف تنها زمانی مطرح می‌شود که یک لیگ شامل چند دسته، گروه یا کنفرانس شود، یا این‌که یک فصل به دو مرحله تقسیم شود.
مطرح‌ترین مورد استفاده از قانون پلی‌آف در فوتبال، به مسابقات مقدماتی جام‌جهانی مربوط می‌شود. در این مسابقات، در گروه‌های مختلف از هر قاره به تناسب شرایط، تیم‌هایی به‌طور مستقیم راهی جام‌جهانی می‌شوند و تیم‌هایی دیگر نیز برای صعود به این رقابت‌ها، تحت شرایط و قوانینی خاص با یکدیگر رقابت و در واقع مسابقات پلی‌آف را برگزار می‌کنند. برای نمونه در مسابقات انتخابی جام‌جهانی ۲۰۱۰ در اروپا، تیم‌های اول گروه‌های نُه‌گانه هر کدام به‌طور مستقیم به جام‌جهانی صعود می‌کنند، ۸ تیم دوم برتر از ۹ تیمی که جایگاه دوم گروه خود را به دست آورده‌اند نیز راهی مسابقات پلی‌آف می‌شوند تا در آن‌جا بر طبق قرعه‌کشی دو به دو با هم مسابقه بدهند و تیم‌های برنده راهی جام‌جهانی شوند.

#### صعود تیم ملی فوتبال ایران به جام جهانی ۱۹۹۸ فرانسه
در رقابت‌های مقدماتی جام‌جهانی ۱۹۹۸ فرانسه در منطقهٔ آسیا، تیم ملی فوتبال ایران که در گروه A مسابقات قرار داشت، بعد از عربستان در ردهٔ دوم گروه خود قرار گرفت و با توجه به این‌که از هر گروه تیم اول مستقیم راهی جام‌جهانی می‌شد و تیم دوم به مسابقات پلی‌آف راه پیدا می‌کرد، راهی رقابت‌های پلی‌آف شد.
در دور اول پلی‌آف، ایران به مصاف ژاپن می‌رفت، و این درحالی بود که تیم برنده این دیدار مستقیماً به جام‌جهانی صعود می‌کرد، و تیم بازنده نیز باید به مصاف نماینده اقیانوسیه، که [تیم ملی فوتبال استرالیا|استرالیا] بود می‌رفت. ایران در تک بازی [که در مالزی انجام شد] نتوانست ژاپن را شکست دهد، و این تیم ژاپن بود که به جام‌جهانی صعود کرد و ایران به عنوان حریف استرالیا برای تعیین آخرین تیم صعودکننده به جام‌جهانی ۱۹۹۸ فرانسه شناخته شد.
در دیدار رفت که در ورزشگاه آزادی تهران برگزار می‌شد، ایران نتوانست به نتیجه‌ای بهتر از تساوی ۱–۱ برسد، اما در دیدار برگشت و در حالی که شرایط خاصی بر ورزشگاه کریکت ملبورن حاکم بود، و در شرایطی که ایران تا ۲۰ دقیقه به پایان ۰–۲ از حریف خود عقب بود، موفق شد با دو گل کریم باقری و خداداد عزیزی بازی را با تساوی ۲–۲ به پایان برساند تا با توجه به قانون گل زده در خانهٔ حریف، به‌عنوان آخرین تیم صعود کرده به جام‌جهانی ۱۹۹۸ فرانسه شناخته شود.

### دیگر ورزش‌ها
این قانون در ورزش‌ها و لیگ‌های مختلف دیگری نیز اجرا می‌شود. برای مثال در لیگ والیبال ایران، لیگ ان‌اف‌ال، مسابقات اتومبیل‌رانی ناسکار آمریکا و لیگ راگبی ان‌آرال استرالیا قانون پلی‌آف به شکل‌های مختلف اجرا می‌شود.